# SMS Breslau
Il SMS Breslau fu un incrociatore leggero della classe Magdeburg della Kaiserliche Marine, varato il 16 maggio 1911 ed entrato in servizio nel 1912, andando a formare assieme all'incrociatore da battaglia SMS Goeben la Mittelmeerdivision (Divisione del Mediterraneo). La nave, assieme alla Goeben fu integrata nella Marina ottomana dell'Impero ottomano nell'agosto del 1914 e ribattezzata Midilli, e operò nel Mar Nero fino al gennaio del 1918, quando urtò una mina russa e affondò portando con sé la maggior parte dell'equipaggio.

## Servizio

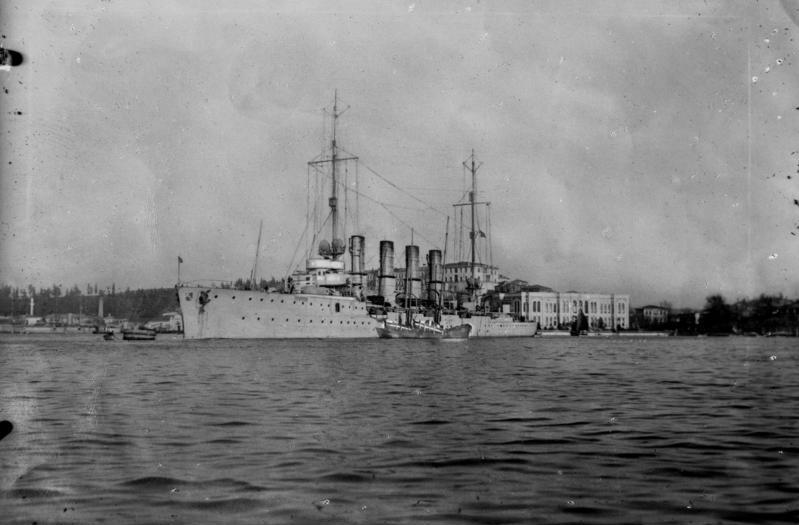
La Breslau sotto bandiera ottomana, dopo aver assunto il nome Midilli.

Nel 1912 Breslau fu assegnato alla Mittelmeerdivision (divisione del Mediterraneo) della marina tedesca insieme all'incrociatore da battaglia Goeben al comando dell'ammiraglio Wilhelm Souchon. Allo scoppio della prima guerra mondiale, il Breslau ed il Goeben furono inviati verso le coste dell'Algeria per ostacolare il trasporto truppe verso la Francia, per la presenza delle flotte francesi e britanniche nell'area, il Breslau si limitò a bombardare, il 3 agosto 1914, le installazioni portuali di Bône (oggi Annaba) mentre il Goeben bombardò il porto di Philippeville (oggi Skikda, in Algeria).
Il successivo inseguimento da parte della Flotta del Mediterraneo britannica durò fino al 10 agosto, quando le due navi passarono lo stretto dei Dardanelli. Dopo il trasferimento formale delle due navi alla marina ottomana la Breslau fu ribattezzata Midilli (il nome turco dell'isola di Lesbo) mantenendo l'equipaggio ed il comando tedesco.

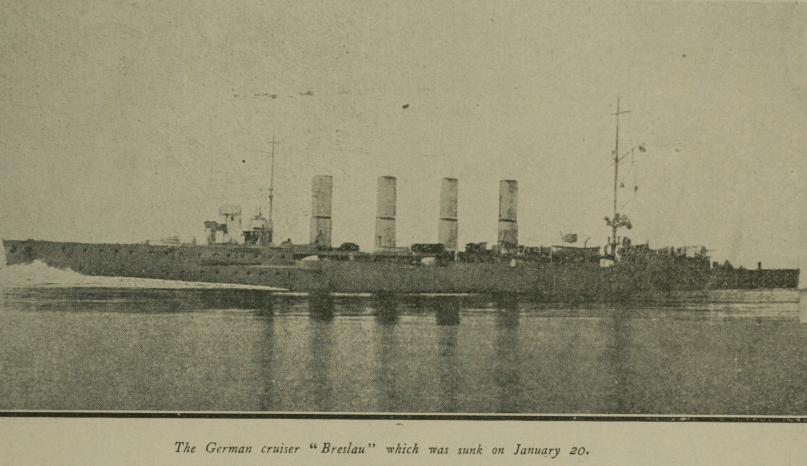
SMS Breslau

Durante la guerra la Breslau fu la scorta della Goeben nelle azioni compiute nel Mar Nero contro la flotta russa. Il 20 gennaio 1918, la Yavuz e la Midilli lasciarono i Dardanelli sotto il comando del viceammiraglio Rebeur-Paschwitz, che aveva sostituito Wilhelm Souchon richiamato in patria a settembre. L'intenzione di Rebeur-Paschwitz era di attirare le forze dell'Intesa lontano dalla Palestina in appoggio delle forze turche nell'area. Fuori dagli stretti, nella sortita nota come la Battaglia di Imbros, la Yavuz sorprese ed affondò il monitore HMS Raglan e il HMS M28 che erano alla fonda e prive di scorta mentre la Midilli ingaggiava i cacciatorpediniere britannici. Dopo questo scontro favorevole, Rebeur-Paschwitz decise di avanzare verso il porto di Mudros nell'isola di Lemno; Mentre procedeva la Midilli urtò alcune mine ed affondò; anche la Yavuz urtò tre mine, ma riuscì a ritirarsi.
Karl Dönitz servì sulla Breslau come allievo ufficiale, (Fähnrich, alfiere).